# 東急6000系電車 (初代)
東急6000系電車（とうきゅう6000けいでんしゃ）は、1960年から1989年まで東京急行電鉄（現：東急電鉄）で運用されていた通勤形電車である。4両編成5本（20両）が東急車輛製造で製作された。
- 本項では車両形式は以下の通りに取り扱う。
  - 「7000系」……1962年（昭和37年）登場の東急7000系電車（初代）
  - 「5000系」……1954年（昭和29年）登場の東急5000系電車（初代）

また、弘南鉄道へ譲渡された後の同社6000系電車についても記述する。

## 概要
東急では1954年（昭和29年）から5000系の増備を進め、保守面の事情から同一形式を大量製造する方針を採っていたため、100両あまりを製造して東横線で運用するに至った。加えて、1958年（昭和33年）に営業運転を開始した5200系がセミステンレス製車体で登場したほか、電装品などの技術に大きな進歩がみられていたことから、5000系を基にしつつ新技術を盛り込んだ車両を導入した。
製造費の低減を図るため、台車1つあたりのモーターを2つではなく1つとする、1台車・1モーター装備・2軸駆動を採用した。これにより、2軸が連動して駆動することで空転が起こりにくくなる効果を得つつ、モーター数を半減することで製造費の低減が図られた。空気ばね台車や回生ブレーキを初めて導入するなど、その後の東急の車両に広く使用される技術の多くを初めて盛り込んだ車両でもあった。
一方、台車の構造が複雑になったことや、騒音や振動が目立つなどの欠点が浮き彫りにもなった。また、本格的な増備が1962年（昭和37年）にオールステンレス車体で登場した7000系に替わられたことで総計20両の増備にとどまったことも、保守管理上の悩みの種となった。
2008年（平成20年）に新6000系が登場してから、本系列は「初代6000系」「旧6000系」と呼ばれる例が多くなっている。

## 編成
1台車1モーター2軸駆動を具体化するにあたり、東急では最初に4両固定編成を2本製造した。この2本は車体は同一であるが、電装品の違いによりA編成・B編成と呼ばれていた。両者を比較検討した結果、A編成の方式の方が優れているという結論に達したため、A編成の仕様を踏襲しつつ主電動機の出力をアップしたC編成と称するタイプが量産された。
各編成の特徴は以下の通りである。詳細については後述「車両概説」の項も参照。
A編成
4両編成1本が1960年3月に落成。
東洋電機製造製の電装品・駆動装置（平歯車平行可撓継ぎ手方式）を装備。
のちにデハ6001・6002号がVVVFインバータ制御の試験に利用された。
B編成
4両編成1本が1960年5月に落成。
東京芝浦電気製の電装品・駆動装置（直角カルダン方式）を装備。
のちにデハ6202・6302・6201・6301号がVVVFインバータ制御の試験に利用された。
C編成
A編成を基にした量産車格。4両編成3本が1961年6月に落成。
東洋電機製造製の電装品・駆動装置（平歯車平行可撓継ぎ手方式）を装備。
上記2つの編成と違ってVVVFインバータ制御の試験に供されることはなかったが、12両全てが譲渡された。

## 車両概説

### 車体
5200系で採用されたセミステンレス構造を引き続き採用し、骨組みは普通鋼でその上から厚さ0.8 mmのステンレス板を張り付けるというものだった。5200系との相違点は、側面には客用扉にまでビードが入っているのに対し、先頭部にはビードが入っていない点である。その外観から「湯たんぽ」の愛称を付けられていた。
先頭部は5000系、5200系の非貫通スタイルから一転して、中央に貫通扉が設置された。これは将来6両編成で運転するにあたり、その過渡期には4両と2両の分割併合を行う機会があると予想されたためであった。客用扉は同社では初めて両開き（幅1,300mm）のものが1両あたり3カ所設置され、編成を組んだ際に扉間隔がおおむね6 mになるよう配慮して側面のレイアウトが決定された。
車両番号は5200系と同じく、前面向かって右上と、側面のビードの間に紺色の小さな文字で印字する方式とされた。
また、18 m3ドア・側扉間隔6 mという仕様は旧・帝都高速度交通営団（営団地下鉄）日比谷線（当時は2号線と呼称されていた）乗り入れ規格に準拠したものであったが、これについて当時東急の車両部長を務めていた白石安之は「当社がこの2号線に乗入運転をするようになるのはまだ3～4年先のことであるから，この6000形を使用するかどうかは別として，この規格による電車を新製し，すべての点からこれを検討しておくためである」と述べている。結局本形式による乗り入れは行われず、2年後に登場する7000系が乗り入れ運用に投じられることになった。なお、7000系では床面高さが規格に準拠した1,125 mm(軌条面基準)となっているのに対し、本系列ではそれより高い1,150 mmとなっており、本系列での直通運転は不可能であった。

### 車内
車内は5200系に準じた仕様とされた。蛍光灯は40 W・カバー付きで、中央にはファンデリアが1両あたり6台設置された。客室窓は上下2段で、先の5200系や後の7000系初期車と同様、2枚のガラスがワイヤーで連動するつるべ式であった

### 主要機器
本形式ではいずれも台車中央にモーターを1個置くが、A・C編成は枕木方向の片軸モーターに複数の平歯車と撓み継手を組み合わせた方式で、モーター軸→第1段ギヤボックス→カルダン軸→第2段ギヤ装置の順に駆動力が伝わる。ギヤの数が多かったため、共鳴音の音程は非常に高く、同時にやかましいものだったという。A編成の台車はTS-311形で、固定軸距は2,000 mmであった。C編成ではTS-311形を改良したTS-315形となり、軸ばね部分にコイルばねが追加された。なお、台車中央枕木方向に主電動機軸を置く方式は、電車用としては日本国外においても類例を見ない方式である。ちなみにA・C編成の制御器は複巻電動機の分巻界磁制御を界磁調整器（FRと呼ばれる整流子型の可変抵抗器）をサーボモーターを使って抵抗値を変更する。
一方のB編成はレール方向に設置された両軸モーターを使用した直角カルダン駆動方式で、スパイラルギヤ→ベベルギヤの順に駆動力が伝わる。これは5000系でも採用されていた方式であり、ギヤの数が少ないこともあって走行音は非常に静かだったという。台車はTS-312形で、モーターが線路方向に配置されている関係上、固定軸距は2,400 mmと少々長めになった。なお、1台車1主電動機全軸駆動の実例として、B編成に見られるレール方向に主電動機軸を置くものは、連接車やトレーラーを牽引するために、路面電車でも1台車2電動機が一般的だったヨーロッパでは、ドイツのデュワグカーなどで広く使用された。日本では、「軽快電車」として開発された広島電鉄3500形や長崎電気軌道2000形、熊本市交通局8200形まで、この方式の採用例はない。B編成の制御器は複巻電動機の分巻界磁制御を電動発電機からの電流を使ってコントロールするシステムである。
台車はいずれも東急では初となる空気ばね付き台車であった。基礎ブレーキは、A・B両編成では構造が簡素なため保守管理の手間を省くことができるという予測からドラムブレーキが採用されたが、C編成では踏面両抱き式のものを当初から装着していた。当時のドラムブレーキは鉄道車両に採用するには構造的に丈夫でなかったため、A編成・B編成もそれぞれ1962年・1963年に同じ方式に改造された。当初は全ての編成が回生ブレーキを搭載していたが、B編成の回生ブレーキは保守合理化のため1969年に撤去され、電磁直通ブレーキのみとされた。
電動空気圧縮機はA・C編成がC-1000形を、B編成ではRCP-40B形を採用していたが、B編成のものは後にC-1000形に交換された。

## 車体更新

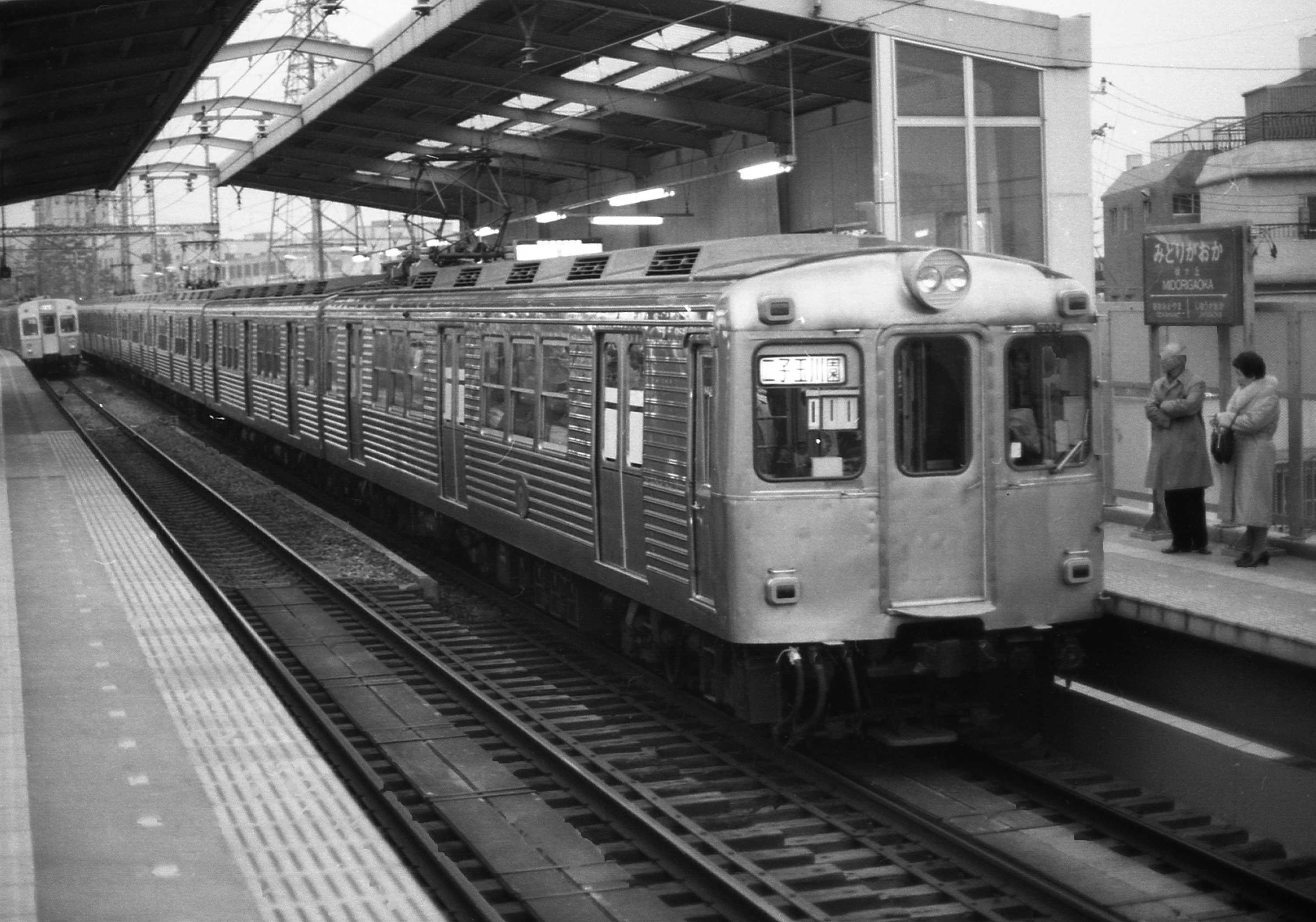
前照灯がシールドビーム2灯化された後の姿

1970年から客用扉がコルゲートの入っていないものに交換され、翌1971年からは車内ファンデリアを扇風機に取り替える工事が施工された。また、後述する更新工事の施工までに、客室の蛍光灯カバーも撤去された。
そして1976年3月から1978年12月まで、より大がかりな更新工事が施工された。主な内容は以下の通りである。
- 車体裾部の構体を取り替え[注 3][21]。これにより車体裾のコルゲートが2本少なくなっている。
- 側窓を下段固定、上段下降式に変更。ならびにユニット化[21]。
- 車内化粧板の張り替え[22]

1983年には、前照灯がシールドビーム2灯に取り替えられた。

## VVVFインバータ制御の実用化試験
VVVFインバータ制御の開発が進んだ時期、B編成の先頭車デハ6202がVVVFインバータ制御の試験車へ改造され、制御装置が日立製作所製のVVVFインバータと165 kW出力のかご形三相誘導電動機に、台車は東急車輌製造製の試作ボルスタレス台車（TS-1003形）へと交換された。当編成が選ばれのは、東京芝浦電気製の電気品を使用した本方式は4両1編成のみであり、保守面や予備品の管理など問題点が多かったためである。
当時、4,500 V耐圧のGTO素子は開発途上であり、2,500 V耐圧（2,500 V - 2,000A）のものを2個直列に使用し、理論上の定格電圧を5,000 Vまで上げるなど、未だ開発途上をうかがわせる機器構成である。まだ安定性を欠くシステムゆえ、営業運転時は乗務員とは別に技術者が添乗したり、期間中不具合により長期に渡って営業を離脱したこともあった。
この際、デハ6202とユニットを組むデハ6201は制御付随車代用として使用され、デハ6202の回生ブレーキと連動し、常用制動で空気ブレーキを停止寸前まで使用しない“遅れ込め制御”に対応する改造がなされた。運転台はほとんど変化がないが、速度計の交換と車掌台側面に主電動機電圧計、電流計と故障表示灯が設置された。
1982年（昭和57年）12月20日に長津田車両工場に入場し、4か月の改造工期を経た1983年（昭和58年）4月22日終電後に出場、長津田検車区へ回送された。1983年（昭和58年）内は、長津田検車区構内の走行試験、田園都市線終電後の本線走行試験、回生ブレーキや誘導障害試験などが行われた。1984年（昭和59年）6月5日に設計変更の認可を受け、線路閉鎖を伴わない走行試験が開始され、東横線・田園都市線・大井町線の各線で試運転を行った後、同年7月25日から9月18日まで大井町線で営業運転が行われた。これは直流1,500 V区間の高速電車としては日本初の営業運転であった。

### その後の改良
1984年（昭和59年）8月にデハ6302号へ東芝製VVVFインバータ（GTOは2,500 V - 1,600A×2）を艤装し、約4か月間にわたって走行試験が実施された（前述デハ6202の昭和58年内の走行試験と同じ内容）。東芝製の機器は、誘導障害対策としてアクティブフィルタを採用していることが特徴である。主電動機（SEA-308形）は160 kWの誘導電動機である。
1984年（昭和59年）11月末にデハ6002号に東洋電機製造製VVVFインバータ（GTOは2,500 V - 2,000A×2）を艤装し、約4か月間にわたって走行試験が実施された（前述デハ6202の昭和58年内の走行試験と同じ内容）。東洋電機製の機器は、勾配起動をスムーズに行うことができる「-Fi」（マイナスエフアイ）方式を採用していることが特徴である。主電動機（TDK6200-A形）は165 kWの誘導電動機である。
この時、デハ6302とデハ6002の台車は8000系列用のTS-807A形に交換され、ボルスタレス台車ではない。駆動装置はデハ6202とデハ6302が8000系列と同じKD325/I-A-M形の歯車比5.31だが、東洋電機製造のデハ6002は、主電動機の小型化を目的としてKD420A-M形の歯車比6.07とされた。また、いずれもユニットを組むデハ6301とデハ6001は、デハ6201同様付随車扱いとされ、ブレーキ遅れ込め制御も同様に対応する仕様となった。
東芝・東洋電機製造VVVFインバータ車は、抵抗制御車と組んで1985年（昭和60年）4月30日から大井町線で営業運転に投入された。この時期、デハ6202は4,500 V耐圧のVVVFインバータに交換のため、離脱した。度重なる編成変更を経て全車両をVVVFインバータ制御とした編成に組み直され、同年7月1日から11月頃まで再び大井町線で営業運転が実施された。
この現車試験結果は、早速新製車9000系（日立製主制御器）や改造車7600系・7700系（ともに東洋製主制御器）に反映され、以後の新規製造車は8590系や8500系の増備車など一部を除きすべてVVVFインバータ制御・交流モーター車となった。ただし、東芝製の制御装置はこの時点では採用されず、東急においては1999年（平成11年）に落成した新3000系偶数編成以降で本格採用が開始された。
これらは、試験終了後の1986年（昭和61年）1月20日に休車となり、8090系後期型の投入により東横線から大井町線に転属した7000系に置き換えられてそのまま廃車された。

### ボルスタレス台車の試験
前述したとおり、デハ6202には東急車輌製造の試作ボルスタレス台車（TS-1003形）が装備され、耐久試験に供された。名称のとおりボルスタを省略した台車で、軸箱方式は8000系列と同様の軸箱守（ペデスタル） + 軸ばね方式であり、基礎ブレーキはシングル式（片押し式）である。TS-1003形は、基礎ブレーキを除いて次に述べるTS-1002形とほとんど同じで構造である。前述のVVVFインバータ制御と並行して、1983年（昭和58年）7月 - 8月にかけて走行安全性と乗り心地の試験が行われ、十分な安全性と良好な乗り心地を確保していることが確認された。
形式名が示すとおり、TS-1003形は東急車輌製造3作目のボルスタレス台車であり、1・2作目の台車は下記のとおり、東急電鉄で走行試験が実施されている（営業運転には使用していない）。軸距はTS-1003形を含めて2,200 mm、車輪径は860 mmである。
- TS-1001形ボルスタレス台車・軸梁式（軸ばねは積層ゴム（シェブロン式））・ユニットブレーキ（SAB製）[34]
- TS-1002形ボルスタレス台車・軸箱守（ペデスタル） + 軸ばね式・ユニットブレーキ（ナブコ製）[34]

1977年（昭和52年）に製作され、1978年（昭和53年）5月 - 12月にかけて東急車輌製造構内での走行試験と田園都市線で本線走行試験が行われた。田園都市線での走行試験は終電後で、牽引車両に牽かれての試験である。従来台車との比較のため、TS-807形台車にも走行試験が行われた。
本線走行試験
- 区間試験：鷺沼 - 市が尾間の下り線[34]
- 長距離試験：たまプラーザ - 長津田間の下り線[34]

TS-1002形はデハ3552号に装備、TS-1001形ならびにTS-807形はデハ8402号（→8182号→8255号、軽量ステンレス試作車）に装備、牽引車は3000系4両編成または8500系5両編成が使用された。

## 運用の変遷
当初は20両全てが東横線で運用されていた。その後1964年には2編成が田園都市線に転属し、東横線に残った12両は6連2本に組み替えられた。同年7月までには東横線の12両も田園都市線に転属し、全編成が同線で運用されるようになる。1967年4月までにC編成12両が目蒲線に転属するが、1970年8月に1本が、1972年11月に2本がそれぞれ田園都市線に戻されている。
1979年には全車が東横線に復帰し、8連で急行運用に充当されることもあった。この8連は当初A編成とB編成を併結したものであったが、半年ほどでC編成による4+4の8連に置き換えられている。東横線での急行運用時には先頭車の前面に（方向幕とは別に）7000系・7200系・8000系と同様に「急行」の種別札を装着していた。
1981年（昭和56年）4月1日からは大井町線に18両（6連3本）が、こどもの国線の予備車として2両が転属した。大井町線では6両編成化に伴い、ホーム有効長の短い戸越公園駅、九品仏駅で一部のドアを閉め切る「ドア非扱い装置」を取り付けた。

### 廃車と譲渡

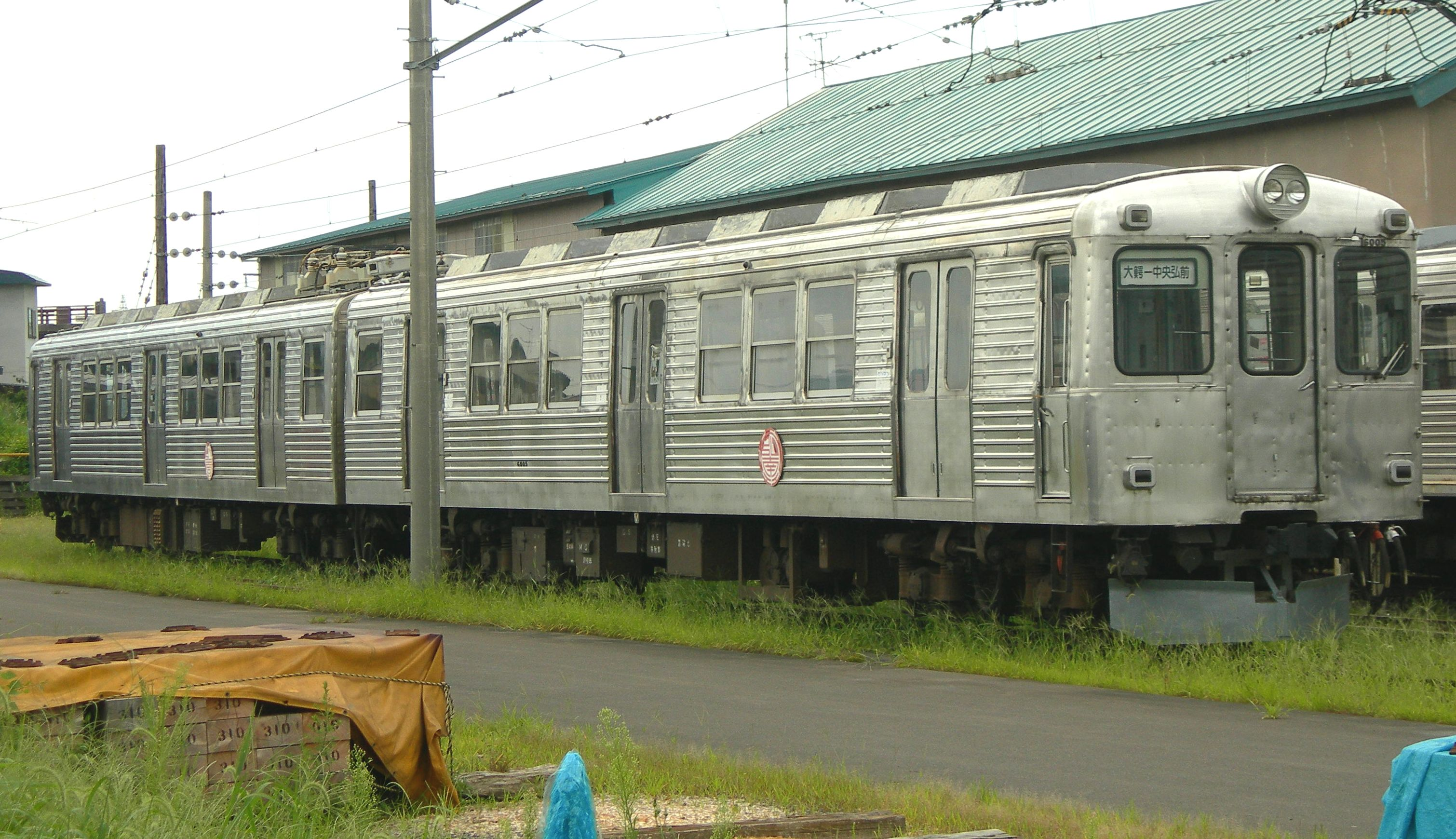
弘南鉄道デハ6005（元東急6000系デハ6005）（2010年8月、津軽大沢駅にて撮影）

1986年6月7日にデハ6001・6002号が廃車された。ほかの車両も廃車が進行し、1989年11月21日にデハ6007・6008およびデハ6105 - 6108の計6両が廃車されたのをもって東急線からは全車が廃車された。
VVVFインバータ制御の実用試験車のB編成の車体は、ジョイフル本田の茨城県下の店舗で一般に売却された。2004年7月時点では、4両全てが県内で倉庫や会議室などとして利用されている。
一方、C編成12両は4両が日立製作所、8両が弘南鉄道に譲渡された。日立製作所の4両は同社水戸工場で試験用と通勤客車として使用された後に廃車された。
弘南鉄道では先頭車4両が1988年（昭和63年）と1989年（平成元年）の2回に分けて入線し、2両編成2本（6005 - 6006・6007 - 6008）の陣容となって大鰐線で運用されたが、2006年（平成18年）10月31日の快速列車廃止に伴い予備車となり、2008年（平成20年）3月6日にはさよなら運転を実施したが、その後も検査は続けられ稼働状態が維持されていた。
2014年（平成26年）8月に2編成を並べての最後の撮影会が行われた。その後6005編成は廃車となり、6006は解体処分、6005は津軽大沢駅（大鰐線）の車庫で倉庫として使用されている。残る6007編成も車籍は残っているものの稼働できる状態にはなく、事実上の静態保存となっている。

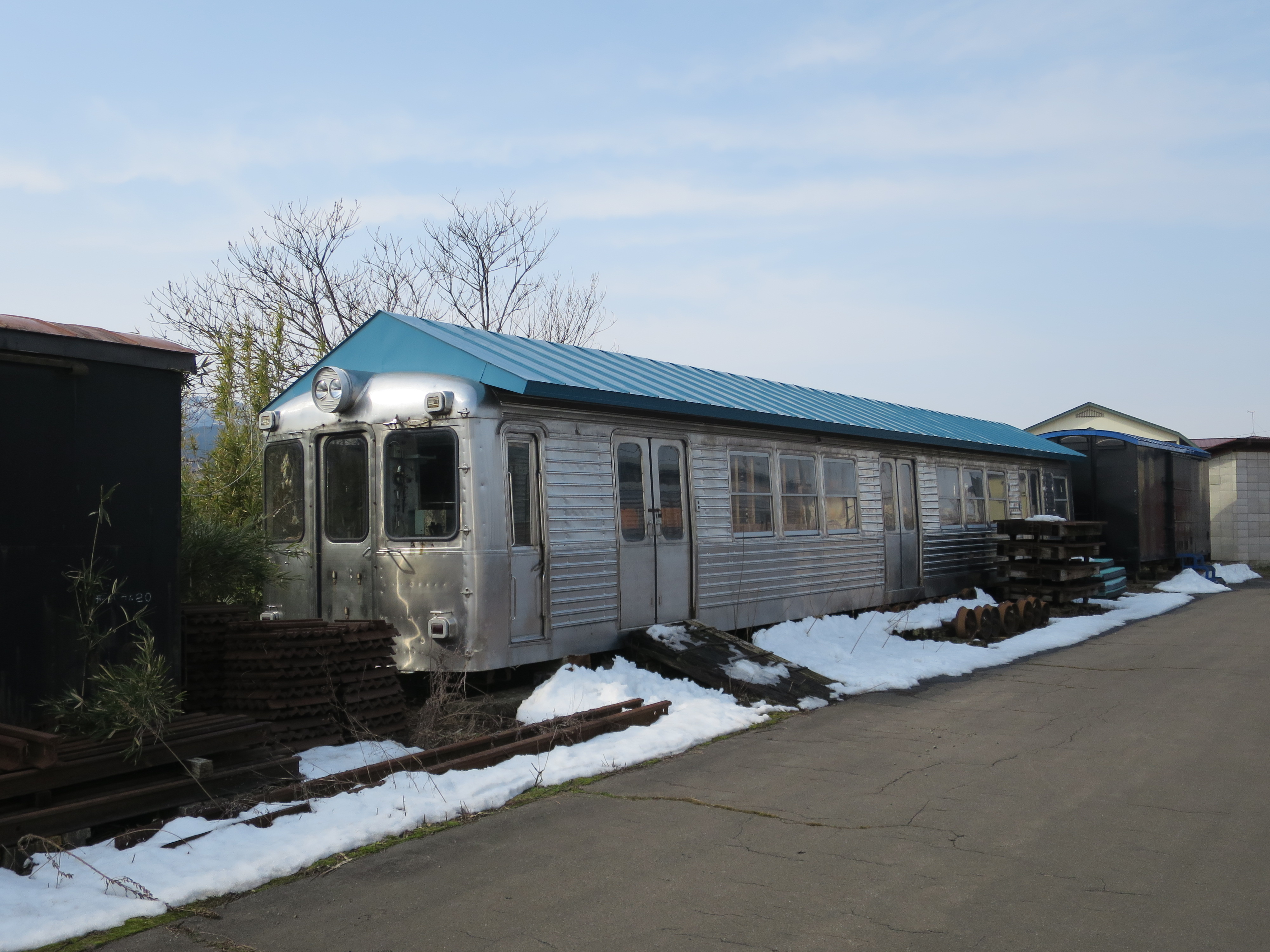
津軽大沢駅の車庫で倉庫として使われている6005

中間車4両は津軽大沢駅と平賀駅（弘南線）の車庫で倉庫として使用されている。2024年（令和6年）3月17日時点では6105のみが平賀駅（弘南線）の車庫で倉庫として使用されている。

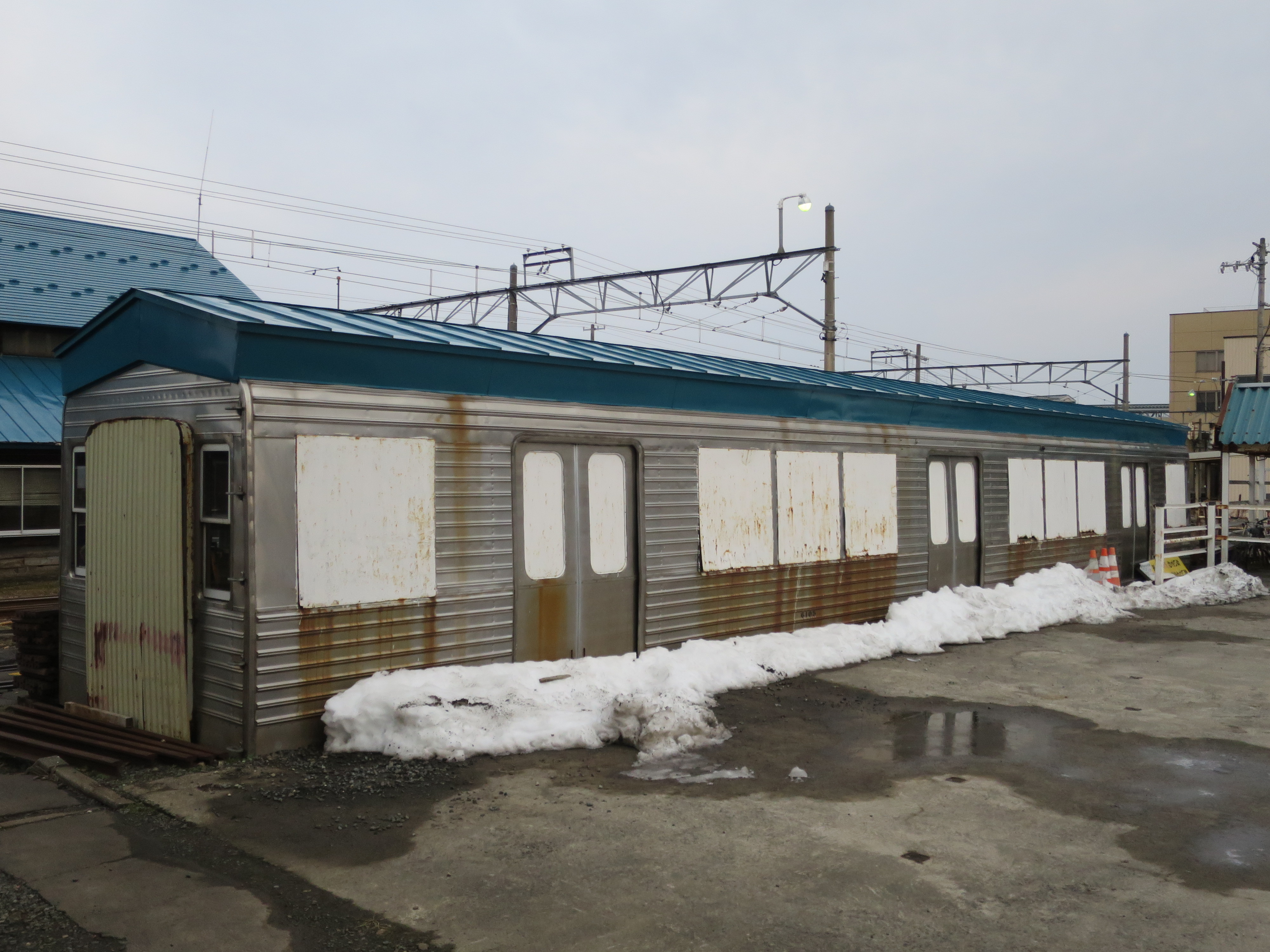
平賀駅の車庫で倉庫として使われている中間車6105

## 編成表（製造当時）

### 凡例
CONT：主制御器
PT：菱形パンタグラフ（大井町・渋谷方に搭載）
MG：電動発電機
CP：空気圧縮機
BT：蓄電池

### 車種
Mc1…営業用運転台付き電動車（制御車）
Mc2…営業用運転台・補助機器（電動発電機・空気圧縮機他）付き電動車（制御車）
M1…制御装置付電動車
M2…補助機器（電動発電機・空気圧縮機など）付き中間電動車
|                    |                    | ← 大井町長津田・二子玉川園 → ← 渋谷桜木町 → | ← 大井町長津田・二子玉川園 → ← 渋谷桜木町 → | ← 大井町長津田・二子玉川園 → ← 渋谷桜木町 → | ← 大井町長津田・二子玉川園 → ← 渋谷桜木町 → | 備考                                            | 主電動機出力 |
| 車種（全車電動車） | 車種（全車電動車） | Mc2                                         | M1                                          | M2                                          | Mc1                                         | 備考                                            | 主電動機出力 |
| 形式               | 形式               | デハ6000形                                  | デハ6100形                                  | デハ6100形                                  | デハ6000形                                  | 備考                                            | 主電動機出力 |
| 機器類             | 機器類             | CP,MG,BT                                    | CONT.PT                                     | CP,MG,BT                                    | CONT,PT                                     | 備考                                            | 主電動機出力 |
| 編成               | 6002               | 6001                                        | 6102                                        | 6101                                        | ※6002                                       | 東洋電機製造の電装品を採用（東洋車A編成・初代） | 100kW×2      |
| 編成               | 6202               | 6201                                        | ※6302                                       | 6301                                        | ※6202                                       | 東京芝浦電気の電装品を採用（東芝車B編成）       | 85kW×2       |
| 編成               | 6004               | 6003                                        | 6104                                        | 6103                                        | 6004                                        | 東洋電機製造の電装品を採用（東洋車C編成・2代）  | 120kW×2      |
| 編成               | 6006               | 6005                                        | 6106                                        | 6105                                        | 6006                                        | 東洋電機製造の電装品を採用（東洋車C編成・2代）  | 120kW×2      |
| 編成               | 6008               | 6007                                        | 6108                                        | 6107                                        | 6008                                        | 東洋電機製造の電装品を採用（東洋車C編成・2代）  | 120kW×2      |

- ※印 - 後にVVVFインバータ制御装置実用試験のためVVVFインバータ制御装置改造を施された車両

背景色がピンクの車両 - 日立製作所のVVVF電装品に改造された車両
背景色が紫の車両 - 東芝のVVVF電装品に改造された車両
背景色が茶色の車両 - 東洋電機製造のVVVF電装品に改造された車両
背景色が黄緑の車両 - 後にVVVFインバータ制御装置実用試験のため付随車代用に変更とされた車両（制御付随車/付随車代用・電動車・遅れ込め制御改造）
- 背景色がオレンジの車両 - 弘南鉄道譲渡車（中間車の4両〈黄色〉は部品取り用）[6]
- 斜体の車両 - 日立製作所水戸工場に譲渡され、VVVF化などの各種試験に使用された車両[6]
- 下線付車両 - 日立製作所水戸工場に譲渡され、勝田駅から工場までの従業員輸送用客車として使用された車両[6]

## その他
- 登場したばかりのデハ6105・6106号（いずれもC編成）の窓ガラスには耐熱処理の施された濃緑色のものが使われていたが、就役から数日後に他の車両と同様のガラスに交換されている[10][22]。
- 1977年9月10日、鷺沼検車区の留置線の法面が崩れ、デハ6001号が落下する事故が発生した。車体への損傷が軽微だったため、一部の部品を交換した上で営業運転に復帰した[36]。